# Dicrotendipes botaurus
Dicrotendipes botaurus är en tvåvingeart som först beskrevs av Henry Keith Townes, Jr. 1945.  Dicrotendipes botaurus ingår i släktet Dicrotendipes och familjen fjädermyggor. Inga underarter finns listade i Catalogue of Life.